# Rhabdalestes septentrionalis
Rhabdalestes septentrionalis é uma espécie de peixe pertencente à família Alestidae.